# Campagna di Germania (1805)
La campagna di Germania del 1805 (detta anche campagna di Austria del 1805) fu una delle principali campagne militari condotte da Napoleone nel corso della guerra della terza coalizione.

## Contesto
A seguito dell'esecuzione del duca d'Enghien, e la costituzione del Primo impero francese con la Grande Armée, l'impero austriaco e l'impero russo, sotto l'impulso del Regno Unito, costituirono la Terza coalizione contro la Francia di Napoleone.

## Antefatto
Alla metà di agosto del 1805, mentre ai Camp de Boulogne, Napoleone preparava la Grande Armée, l'armata austriaca del generale Mack passò all'offensiva in Baviera e poi nel Baden-Württemberg mentre l'armata russa del generale Michail Illarionovič Kutuzov si raggruppò a Vienna.
Quando l'armata austriaca di Mack si trovò presso le rive del Reno, senza notizie da parte dell'ammiraglio Villeneuve, Napoleone decise, il 29 agosto 1805, di dirigere la Grande Armée verso Vienna passando da Strasburgo. Cinque giorni più tardi la sua avanguardia era sulle rive del Reno e sarà raggiunta dal resto dell'armata un mese più tardi.

## La campagna

### Battaglia di Donauwörth
La battaglia vide contrapporsi il 7 ottobre 1805 il 4º corpo d'armata del maresciallo Soult (in particolare la divisione Vandamme e la cavalleria di Gioacchino Murat) ed i corpi d'armata del generale austriaco Michael Kienmayer. Le forze francesi ebbero la meglio e si attestarono al Danubio.

### Battaglia di Wertingen

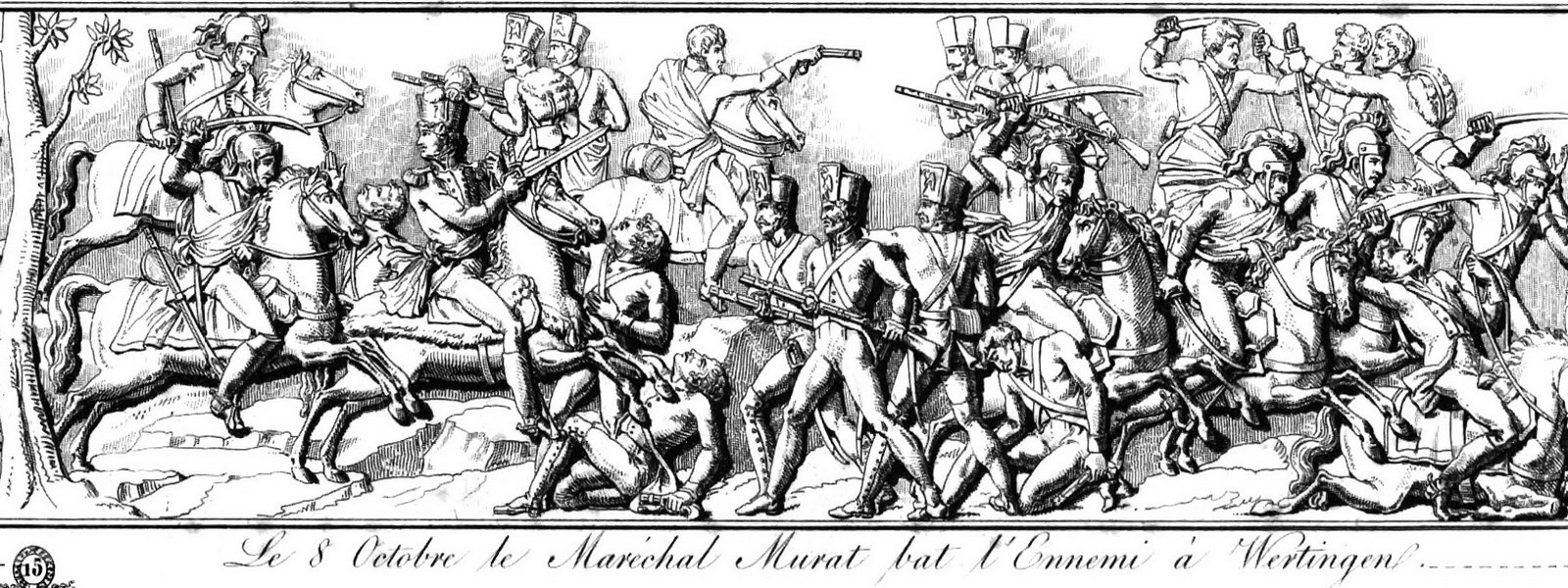
Murat batte gli austriaci a Wertingen.

La battaglia si svolse l'8 ottobre tra il 5º corpo d'armata del maresciallo Jean Lannes e la cavalleria di Gioacchino Murat ed il corpo d'armata austriaco del generale Franz Xaver von Auffenberg. La vittoria andò ai francesi.

### Battaglia di Gunzburg
La battaglia contrappose il 9 ottobre il 6º corpo d'armata del maresciallo Michel Ney e quello del generale austriaco Karl Mack von Leiberich. La vittoria andò ai francesi.

### Battaglia di Haslach-Jungingen
La battaglia vide opporsi l'11 ottobre la 1ª divisione del 6º corpo d'armata del generale di divisione Pierre Dupont de l'Étang all'armata del generale austriaco Karl Mack von Leiberich e di Ferdinando d'Austria. La vittoria andò ai francesi.

### Battaglia di Memmingen
La battaglia vide opporsi il 14 ottobre il 4º corpo d'armata del maresciallo Soult ed il corpo d'armata del generale austriaco de Spangen. Le forze francesi ebbero la meglio e gli austriaci vennero costretti a capitolare.

### Battaglia d'Elchingen
La battaglia vide opporsi il 14 ottobre il 6º corpo d'armata del maresciallo Michel Ney ed il corpo d'armata del generale austriaco Johann von Riesch. La vittoria andò ai francesi.

### Battaglia di Nerenstetten
La battaglia vide opporsi il 16 ottobre il corpo di cavalleria del maresciallo Gioacchino Murat al corpo austriaco del generale Franz von Werneck. La vittoria andò ai francesi.

### Battaglia di Neresheim
La battaglia vide opposi il 17 ottobre il corpo di cavalleria del maresciallo Gioacchino Murat al corpo austriaco del generale Franz von Werneck. La vittoria andò ai francesi.

### Battaglia di Ulma

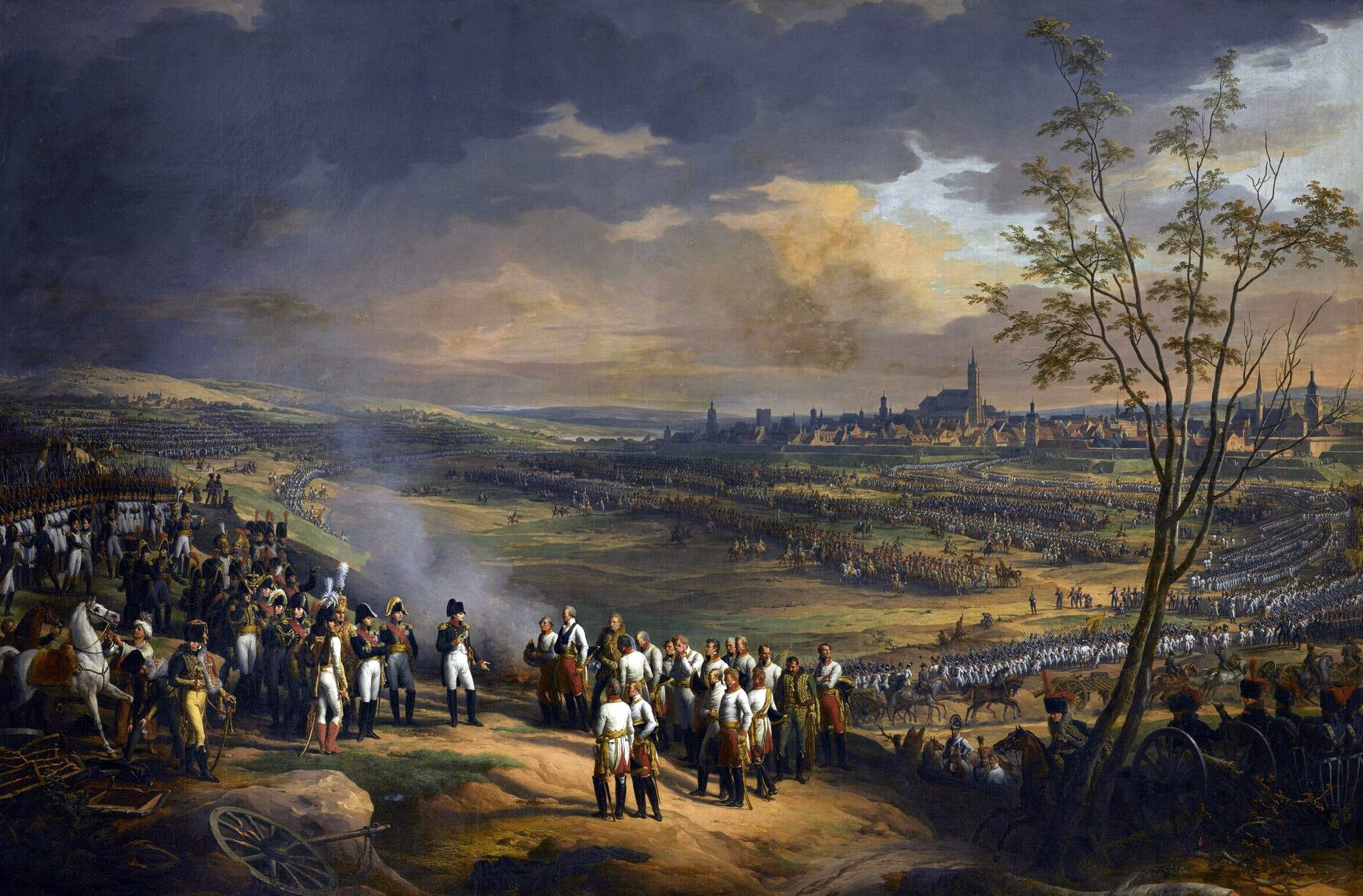
La presa di Ulma in un dipinto di Charles Thévenin.

La battaglia vide opporsi dal 15 al 20 ottobre la Grande Armata di Napoleone e l'armata austriaca del generale Karl Mack von Leiberich. Le forze francesi, in numero di 80 000 contro 27 000 austriaci, ebbero la meglio. La città di Ulma venne assediata dal 16 ottobre e capitolò il 20 ottobre.

### Battaglia di Ried
La battaglia vide opporsi il 30 ottobre i dragoni del generale di divisione Marc-Antoine de Beaumont e le truppe austriache. La vittoria andò ai francesi.

### Battaglia di Lambach
La battaglia vide opporsi il 31 ottobre ed il 1 novembre il 3º corpo d'armata del maresciallo Louis Nicolas Davout e le truppe dell'avanguardia austro-russa comandata dal generale Schusteck. La vittoria andò ai francesi.

### Battaglia di Steyr
La battaglia vide opporsi il 5 novembre il 3º corpo d'armata del maresciallo Louis Nicolas Davout e le truppe austro-russe comandate dal generale Maximilian Von Mervelt. La vittoria andò ai francesi.

### Battaglia di Amstetten
La battaglia vide opporsi il 5 novembre il 5º corpo d'armata del maresciallo Jean Lannes e le truppe della cavalleria del maresciallo Gioacchino Murat col corpo d'armata austriaco del generale Michael Kienmayer ed il corpo d'armata russo del generale Pëtr Ivanovič Bagration. La vittoria andò ai francesi.

### Battaglia di Zell
La battaglia vide opporsi l'8 novembre la 2ª divisione del 3º corpo d'armata del generale di divisione Louis Friant con le truppe austro-russe comandate dal generale austriaco Maximilian Von Mervelt. La vittoria andò ai francesi.

### Battaglia di Dürenstein

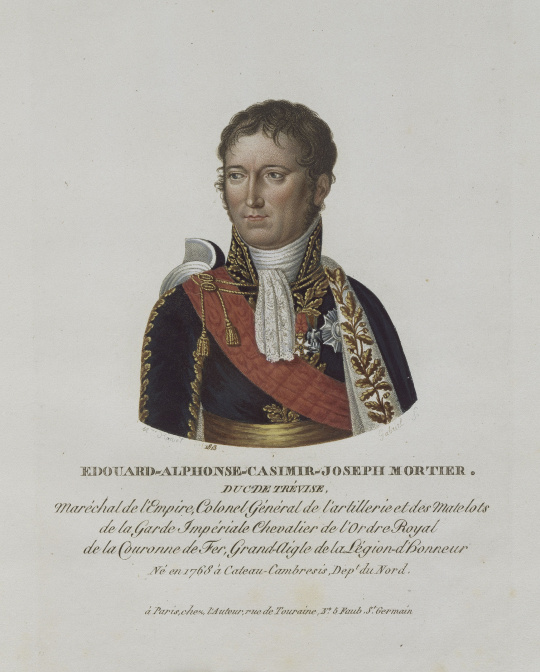
Il maresciallo Mortier resistette eroicamente all'assalto di Kutuzov.

La battaglia vide opporsi l'11 novembre l'8º corpo d'armata del maresciallo Édouard Mortier all'armata austro-russa comandata dal maresciallo Michail Illarionovič Kutuzov. La battaglia ebbe un esito non decisivo.

### Presa di Vienna
Napoleone si diresse a questo punto verso Vienna con la sua Grande Armée, inseguendo le truppe del maresciallo russo Michail Illarionovič Kutuzov. L'imperatore Francesco I d'Austria si diresse con 10 000 uomini verso l'armata russa in supporto. Francesco I, che voleva combattere la battaglia decisiva a Saint-Pölten, con le spalle coperte dall'armata austro-russa, aveva necessità di proteggere la sponda del Danubio. Gli austro-russi di Kutuzov infatti avrebbero così potuto ricevere dei rinforzi dalla riva orientale del Danubio. Le truppe austriache lasciarono così Vienna a Napoleone che penetrò senza colpo ferire con i marescialli Lannes e Murat, lasciandoli giungere quasi sino al Danubio.

### Battaglia di Hollabrunn

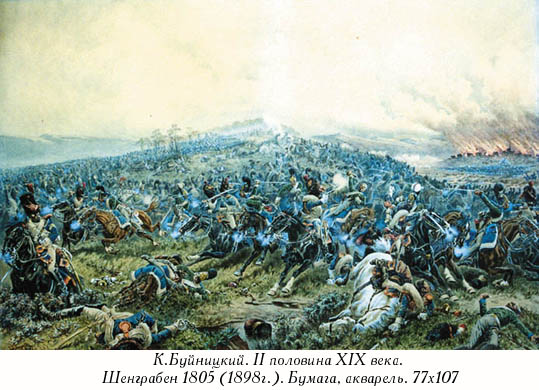
La battaglia di Shengraben (o di Hollabrunn), dipinto di K. Bujnitsky (1898).

Questa battaglia, chiamata anche "di Schöngrabern", vide opporsi il 16 novembre il corpo di cavalleria di Gioacchino Murat e l'avanguardia austro-russa del generale Pietro Bagationi. Le forze francesi vinsero tatticamente, ma gli austro-russi comandati dal generale Kutuzov riuscirono a fuggire senza problemi e pertanto la battaglia fu una vittoria strategica russa.

### Battaglia di Wischau
Questa battaglia vide opporsi il 28 novembre il 4º corpo d'armata del maresciallo Soult e l'intera armata austro-russa comandata dal maresciallo russo Kutuzov. Gli austro-russi riportarono la loro unica vittoria nel corso di questa campagna.

### Battaglia di Austerlitz

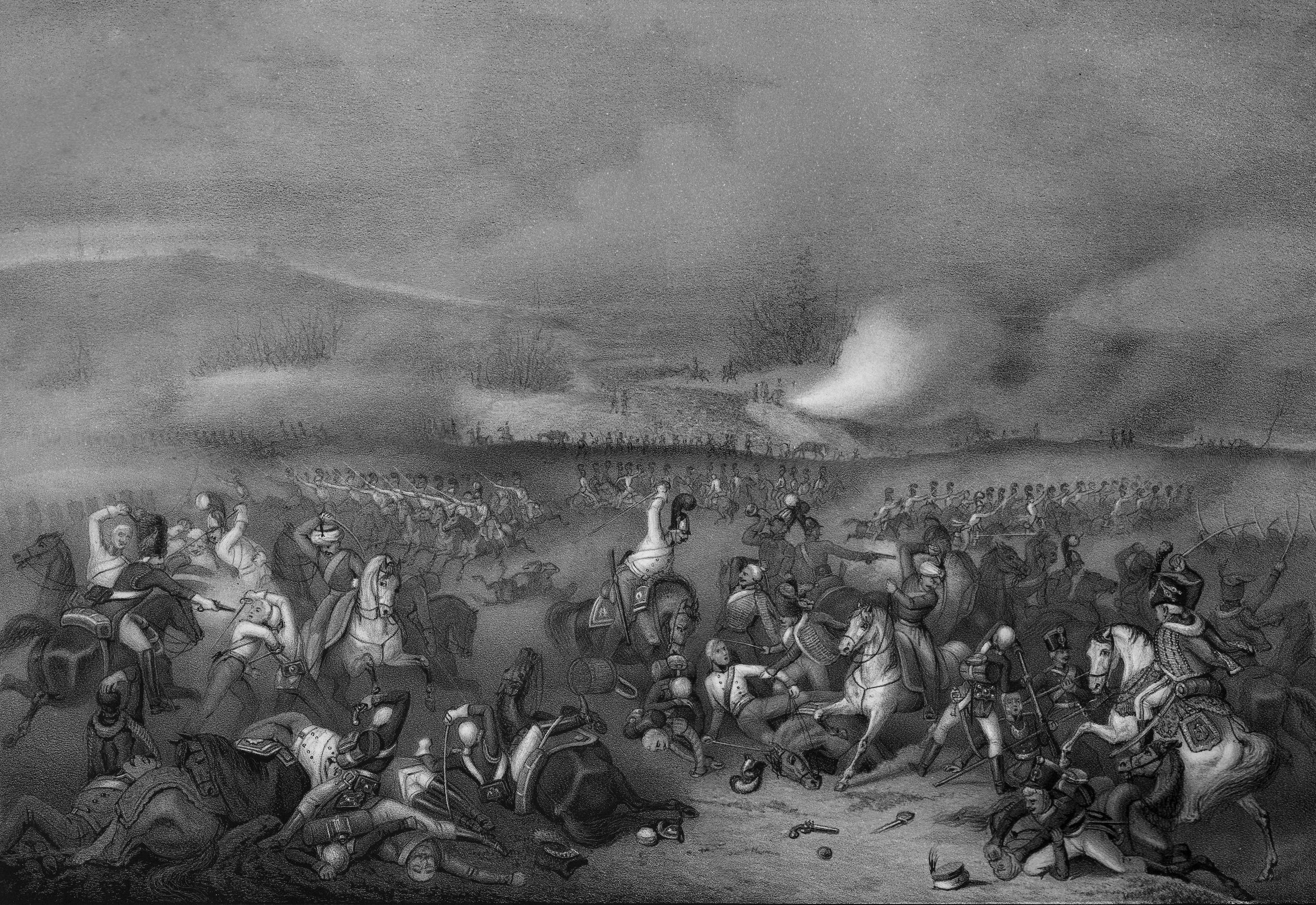
Litografia russa rappresentante il combattimento tra i cavalieri russi di Repnine e la cavalleria francese della Garde impériale ad Austerlitz.

La battaglia oppose il 2 dicembre l'armata francese di Napoleone a quella austro-russa comandata dal maresciallo Kutuzov. Napoleone riportò la sua più bella vittoria grazie ai marescialli Jean-Baptiste Bernadotte, Louis Nicolas Davout, Soult, Jean Lannes e Gioacchino Murat, che diressero rispettivamente il 1º, il 3º, il 4º ed il 5º corpo d'armata e la riserva di cavalleria nel corso dello scontro.

## Conseguenze
La vittoria di Austerlitz permise a Napoleone di imporre la pace all'imperatore d'Austria con la Pace di Presburgo. Il suo impero perse 4 000 000 di sudditi e venne privato di Venezia, dell'Istria e della Dalmazia. Tra l'altro, l'Austria dovette cedere i suoi territori tedeschi come la contea del Tirolo, a vantaggio della Baviera e del Württemberg, alleati del Bonaparte. Dopo queste sconfitte, cessò di esistere dopo mille anni dalla sua fondazione il Sacro Romano Impero.